# 베트남 공항공사
베트남 공항공사(베트남어: Tổng công ty cảng hàng không Việt Nam, CTCP)는 베트남 호찌민시에 본사를 둔 95.4%의 국가 보유 주식을 가진 베트남의 합작 주식회사다. 2012년 1월 8일 베트남 교통부 산하에 운영되는 이 회사는 2012년 2월 28일 베트남 북부, 중부, 남부의 공항을 운영하는 3개 회사가 합병되면서 설립되었다. 베트남의 8개 국제 공항과 13개 국내 항공사를 포함한 21개 민간 공항을 모두 관리하고 운영하고 있다. 회사 본사는 베트남에서 가장 붐비는 공항인 탄손나트 국제공항에 위치해 있다.

## 역사
2012년 2월 8일, 베트남 교통부는 북, 중부, 남부 공항의 3개 회사를 베트남 공항 공사에 합병하는 결의안을 통과시켰다. 이때가 이 회사가 시작된 시점이다.

## 관할 공항

### 국제공항
- 탄손나트 국제공항 (호찌민)
- 노이바이 국제공항 (하노이)
- 다낭 국제공항 (다낭)
- 푸바이 국제공항 (후에)
- 깜라인 국제공항 (카인호아성)
- 푸꾸옥 국제공항 (푸꾸옥섬)
- 껀터 국제공항 (껀터)
- 깟비 국제공항 (하이퐁)
- 빈 국제공항 (응에안성 빈)
- 리엔크엉 국제공항 (달랏)

### 국내공항
- 부온마투옷 공항
- 락자 공항
- 까마우 공항
- 꼰다오 공항
- 푸깟 공항
- 쁠래이꾸 공항
- 추라이 국제공항
- 동탁 공항 (뚜이호아)
- 동허이 공항
- 토쑤언 공항
- 디엔비엔푸 공항

## 같이 보기
- 태국 공항 공사
- 한국공항공사
- 베트남의 공항